# 比爾斯維爾 (佛羅里達州)
比爾斯維爾（英語：Bealsville）是位於美國佛羅里達州希爾斯波羅縣的一個人口普查指定地區。

## 地理
比爾斯維爾的座標為27°56′44″N 82°04′46″W / 27.94556°N 82.07944°W，而該地最高點為海拔高度33米（即108英尺）。

## 人口
根據2010年美國人口普查的數據，比爾斯維爾的面積為5.00平方千米，當中陸地面積為5.00平方千米，而水域面積為5.00平方千米。當地共有人口500人，而人口密度為每平方千米100人。